# (8443) Svecica
(8443) Svecica ist ein im mittleren Hauptgürtel gelegener Asteroid, der am 16. Oktober 1977 von dem niederländischen Astronomenehepaar Cornelis Johannes van Houten und Ingrid van Houten-Groeneveld entdeckt wurde. Die Entdeckung geschah im Rahmen der 3. Trojaner-Durchmusterung, bei der von Tom Gehrels mit dem 120-cm-Oschin-Schmidt-Teleskop des Palomar-Observatoriums aufgenommene Feldplatten an der Universität Leiden durchmustert wurden, 17 Jahre nach Beginn des Palomar-Leiden-Surveys.
Mittlere Sonnenentfernung (große Halbachse), Exzentrizität und Neigung der Bahnebene von (8443) Svecica entsprechen grob der Dora-Familie, einer Gruppe von Asteroiden, die nach (668) Dora benannt ist. Der Asteroid gehört jedoch keiner definierten Asteroidenfamilie an.
Die Lichtkurve des Asteroiden wurde mehrmals untersucht, zum Beispiel von Brian D. Warner 2009 und 2020, von Pedro V. Sada 2017 und von Jofes Ďurech und Josef Hanuš 2018. Die genauesten Ergebnisse brachten Beobachtungen von Stephen Brincat und Winston Grech vom 19. März 2017 bis zum 3. Mai 2017 am maltesischen Antares Observatory mit einem 28-cm-Schmidt-Cassegrain-Teleskop. Sie ergaben eine Rotationsperiode von 20,998 (±0,001) h.
Der mittlere Durchmesser des Asteroiden wurde grob mit 12,049 (±2,190) km berechnet, die Albedo ebenfalls grob mit 0,122 (±0,055). Nach der SMASS-Klassifikation (Small Main-Belt Asteroid Spectroscopic Survey) wurde bei einer spektroskopischen Untersuchung von Gianluca Masi, Sergio Foglia und Richard P. Binzel bei einer Unterteilung aller untersuchten Asteroiden in C-, S- und V-Typen (8443) Svecica den C-Asteroiden zugeordnet.
Der Asteroid ist nach dem Blaukehlchen benannt, dessen wissenschaftlicher Name Lucscinia svecica lautet. Die Benennung erfolgte am 2. Februar 1999.